# Hadseløya
68°32′34″N 14°47′54″Ø / 68.54278°N 14.79833°Ø
Hadseløya (samisk Ulpie) er en ø i Hadsel kommune, Vesterålen, Nordland fylke i Norge.  Den har et areal på 102 km². På øen ligger byerne Melbu og Stokmarknes. Et mindre bygdecentrum er Lekang som ligger omtrent midt mellem Stokmarknes og Melbu. Højeste punkt på Hadseløya er Lamlitinden på 656 moh. Et andet vigtigt bjerg på Hadseløya er Storheia.
Hadseløya er knyttet til den lille Børøya med Børøybroen og videre med Hadselbroen til Langøya. Riksvei 82 (tidligere europavej 10) går over broerne via Stokmarknes til Melbu, og med færge til Fiskebøl på Austvågøy. 